# Tymbou
Tymbou (em grego:  Τύμπου) é uma vila localizada no distrito de Nicósia, Chipre. De acordo com o censo de 2011, sua população era de 384 habitantes. Atualmente sob controle do Chipre do Norte.